# سی‌جی کتلر
سی‌جی کتلر یک تهیه‌کننده تلویزیونی، مدیر رسانه ای و کارآفرین آمریکایی است. او سمت‌های مدیریتی ارشد را با ارتباطات هرست، پارامونت گلوبالVestron Video, Oxygen TV channel,Channel One News، تراول‌زو، Lime TV و… عهده داشته‌است.
کتر به عنوان مدیر عامل و رئیس Channel One News (2012-2014) خدمت کرد و پس از فروش آن به Houghton Mifflin Harcourt، او تا می ۲۰۱۷ به عنوان EVP، رئیس برندهای مصرف‌کننده و استراتژی در HMH خدمت کرد. از دسامبر. در سال ۲۰۱۷، Kettler به عنوان رئیس King Features Syndicate، بخشی از Hearst، خدمت می‌کرد.
به عنوان یک تهیه‌کننده تلویزیونی، کتلر نامزد دریافت جایزه امی برای برنامه کودکان برجسته برای کارمن سندیگو شد. او چندین سریال انیمیشنی را تولید کرد. او در حال حاضر تهیه‌کننده اجرایی نمایش لیوانی و فنجونی است!